# UFC Fight Night: Ladd vs. Dumont
UFC Fight Night: Ladd vs. Dumont (conosciuto anche come UFC Fight Night 195, oppure UFC on ESPN+ 53, o anche UFC Vegas 40) è stato un evento di arti marziali miste tenuto dalla Ultimate Fighting Championship il 16 ottobre 2021 all'UFC APEX di Las Vegas, negli Stati Uniti.

## Risultati
|                  | Divisione             |                   |                 |                   | Metodo                                      | Round           | Tempo           | Premio          |
| Card Principale  | Card Principale       | Card Principale   | Card Principale | Card Principale   | Card Principale                             | Card Principale | Card Principale | Card Principale |
| ---------------- | --------------------- | ----------------- | --------------- | ----------------- | ------------------------------------------- | --------------- | --------------- | --------------- |
|                  | Pesi piuma femminili  | Norma Dumont      | batte           | Aspen Ladd        | Decisione unanime (49–46, 49–46, 48–47)     | 5               | 5:00            |                 |
|                  | Pesi massimi          | Andrei Arlovski   | batte           | Carlos Felipe     | Decisione unanime (29–28, 29–28, 29–28)     | 3               | 5:00            |                 |
|                  | Pesi leggeri          | Jim Miller        | batte           | Erick Gonzalez    | KO (pugno)                                  | 2               | 0:14            | POTN            |
|                  | Pesi mosca femminili  | Manon Fiorot      | batte           | Mayra Bueno Silva | Decisione unanime (30–26, 30–27, 30–27)     | 3               | 5:00            |                 |
|                  | Pesi piuma            | Nate Landwehr     | batte           | Ľudovít Klein     | Sottomissione (anaconda choke)              | 3               | 2:22            | POTN            |
| Card Preliminare |                       |                   |                 |                   |                                             |                 |                 |                 |
|                  | Pesi medi             | Bruno Silva       | batte           | Andrew Sanchez    | KO tecnico (pugni)                          | 3               | 2:35            | POTN            |
|                  | Pesi welter           | Danny Roberts     | batte           | Ramazan Emeev     | Decisione non unanime (29–28, 28–29, 30–27) | 3               | 5:00            |                 |
|                  | Pesi mosca femminili  | Luana Carolina    | batte           | Lupita Godinez    | Decisione unanime (29–28, 29–28, 29–28)     | 3               | 5:00            |                 |
|                  | Pesi gallo            | Danaa Batgerel    | batte           | Brandon Davis     | KO tecnico (gomitate e pugni)               | 1               | 2:01            | POTN            |
|                  | Pesi paglia femminili | Ariane Carnelossi | batte           | Istela Nunes      | Sottomissione (rear-naked choke)            | 3               | 2:57            |                 |

## Premi
I lottatori premiati ricevettero un bonus di 50.000 dollari.
Legenda:
- FOTN: Fight of the Night (vengono premiati entrambi gli atleti per il miglior incontro dell'evento)
- POTN: Performance of the Night (viene premiato il vincitore per la migliore performance dell'evento)